# 森迫親正
森迫 親正（もりさこ ちかまさ）は、戦国時代の武将。大友氏の家臣。

## 生涯
天文4年（1535年）、大友義鎮の家臣・森迫鎮富の長男として誕生。
天文20年（1551年）8月、大友義鎮が肥後国の合志常陸介を攻めた際従軍し、首を獲るがその後討ち死にした。享年17。この時兜の中に短冊を忍ばせていたので、常陸介がこれを見ると「命より　名こそ惜しけれ　武士（もののふ）の　道にかふべき　道しなければ」とあり、感じ入った常陸介はその首と屍を大友軍に送り返した。
のちに愛国百人一首に歌が収められた。十七歳での採録は最年少である。